# Ksiądz Marek (dramat)
Ksiądz Marek. Poema dramatyczne we trzech aktach – dramat napisany przez Juliusza Słowackiego w 1843 roku (rozpoczęty wiosną i ukończony w lipcu), wydany w tym samym roku w Paryżu. Jeden z dramatów mistycznych poety. W liście do matki Salomei pisał, że dramat ten należy do trzech tylko utworów (wraz z Księciem niezłomnym i Snem srebrnym Salomei), które czytałby przed Chrystusem. Napisany 8-zgłoskowcem.
Akcję dramatu Słowacki oparł na wątku upadku Baru podczas konfederacji barskiej, dnia 20 czerwca 1768. Postać tytułowego bohatera wiąże się z autentyczną osobą karmelity Marka Jandołowicza. Jednak Słowacki przekształca prawdę historyczną, podnosząc postać ks. Marka do rangi symbolu, a także dodając wątek jego śmierci podczas konfederacji (naprawdę zmarł w 1799).
Konfederację barską Słowacki uważał za przełomowe wydarzenie w dziejach polskiego narodu, rozdzielające upadek Polski magnackiej i monarchicznej od powstania nowej – republikańskiej, opierającej się na zasadach demokracji. Marszałek Michał Hieronim Krasiński i Kosakowski są związani z dawną Polską, zaś ksiądz Marek reprezentuje tę nową. Jest on ukazany jako Boży rycerz i prorok, realizujący wolę Opatrzności, będący duchowym przywódcą konfederatów, lecz jednocześnie osobą, która poniesie ofiarę.
Inne ważne postacie dramatu to Judyta i Kosakowski, który łączy w sobie zarówno zdolność do poświęcenia, jak i wszelkie wady magnaterii.
Obrazy, jakimi posłużył się Słowacki do ukazania dziejów historycznych, są bliskie konwencji apokaliptycznej wizyjności, a także barokowemu ekspresjonizmowi. Prostota opisu wydarzeń jest niezwykle skontrastowana z rozbudowanymi partiami dotyczącymi wizyjnych obrazów.
Najbardziej popularna z całego utworu stała się Pieśń konfederatów (incipit Nigdy z królami nie będziem w aliansach) z I aktu, jest ona parafrazą oryginalnej Pieśni Konfederatów Barskich.